# Open Guadeloupe
L'Open Guadeloupe, noto in precedenza come Orange Open Guadeloupe, è stato un torneo di tennis che si giocava a Le Gosier in Guadalupa dal 2011. L'evento faceva parte dell'ATP Challenger Tour e si giocava sui campi in cemento della Ligue de Tennis Guadeloupe.

## Albo d'oro

### Singolare
| Anno | Campione        | Finalista              | Punteggio           |
| ---- | --------------- | ---------------------- | ------------------- |
| 2018 | Dušan Lajović   | Denis Kudla            | 6–4, 6–0            |
| 2017 | Non disputato   | Non disputato          | Non disputato       |
| 2016 | Malek Jaziri    | Stefan Kozlov          | 6–2, 6–4            |
| 2015 | Ruben Bemelmans | Édouard Roger-Vasselin | 7–6(6), 6–3         |
| 2014 | Steve Johnson   | Kenny de Schepper      | 6–1, 6(5)–7, 7–6(2) |
| 2013 | Benoît Paire    | Serhij Stachovs'kyj    | 6–4, 5–7, 6–4       |
| 2012 | David Goffin    | Miša Zverev            | 6–2, 6–2            |
| 2011 | Olivier Rochus  | Stéphane Robert        | 6–2, 6–3            |

### Doppio
| Anno | Campioni                              | Finalisti                         | Punteggio           |
| ---- | ------------------------------------- | --------------------------------- | ------------------- |
| 2018 | John-Patrick Smith Neal Skupski       | Ruben Bemelmans Jonathan Eysseric | 7–6(3), 6–4         |
| 2017 | Non disputato                         | Non disputato                     | Non disputato       |
| 2016 | James Cerretani Antal van der Duim    | Austin Krajicek Mitchell Krueger  | 6–2, 5–7, [10–8]    |
| 2015 | James Cerretani Antal van der Duim    | Wesley Koolhof Matwé Middelkoop   | 6–1, 6–3            |
| 2014 | Tomasz Bednarek Adil Shamasdin        | Gero Kretschmer Michael Venus     | 7–5, 6(5)–7, [10–8] |
| 2013 | Dudi Sela Wang Yeu-tzuoo              | Philipp Marx Florin Mergea        | 6–1, 6–2            |
| 2012 | Pierre-Hugues Herbert Albano Olivetti | Paul Hanley Jordan Kerr           | 7–5, 1–6, [10–7]    |
| 2011 | Riccardo Ghedin Stéphane Robert       | Arnaud Clément Olivier Rochus     | 6–2, 5–7, [10–7]    |